# قضية بنالا

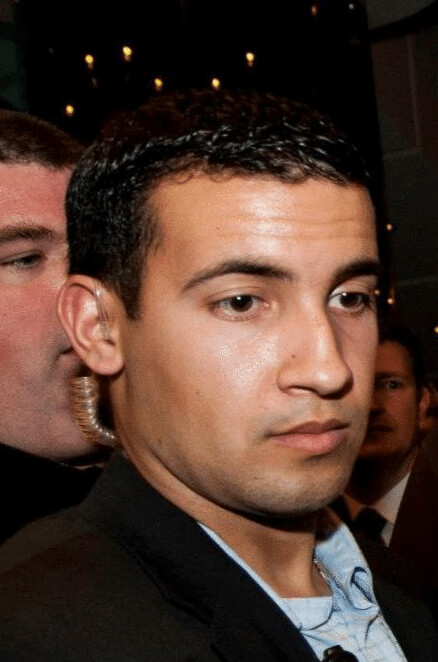
ألكساندر بنالا

قضية بنالا (بالفرنسية: Affaire Benalla)‏ هي قضية قضائية وسياسية إعلامية فرنسية متعلقة بالرئيس الفرنسي إيمانويل ماكرون بالإضافة إلى بطل الرواية الرئيسي ألكساندر بنالا (وهو شرطي فرنسي من أصل مغربي) وهو مكلف ومسؤول عن تنظيم التنقل الرسمي والخاص لرئيس الجمهورية إيمانويل ماكرون، كما أنه متهم بإساءة معاملة زوجين وانتحال وظيفة الشرطة خلال إحدى المظاهرات في 1 أيار / مايو 2018 في باريس. تم تصوير المشهد من قبل العديد من الشهود كما بث على الشبكات الاجتماعية. ومع ذلك، لم يتم الإعلان عنها إلا في 18 تموز / يوليو 2018، عندما نشرت جريدة "لوموند" اليومية مقالاً عن ألكسندر بينالا. وأعلن قصر الإليزيه بعد ذلك أنه قد تم تسريح بنالا لمدة خمسة عشر يومًا في شهر أيار / مايو، مع خفض رتبتِهِ وبدون أي إجراءات قانونية أخرى.

## تطور القضية

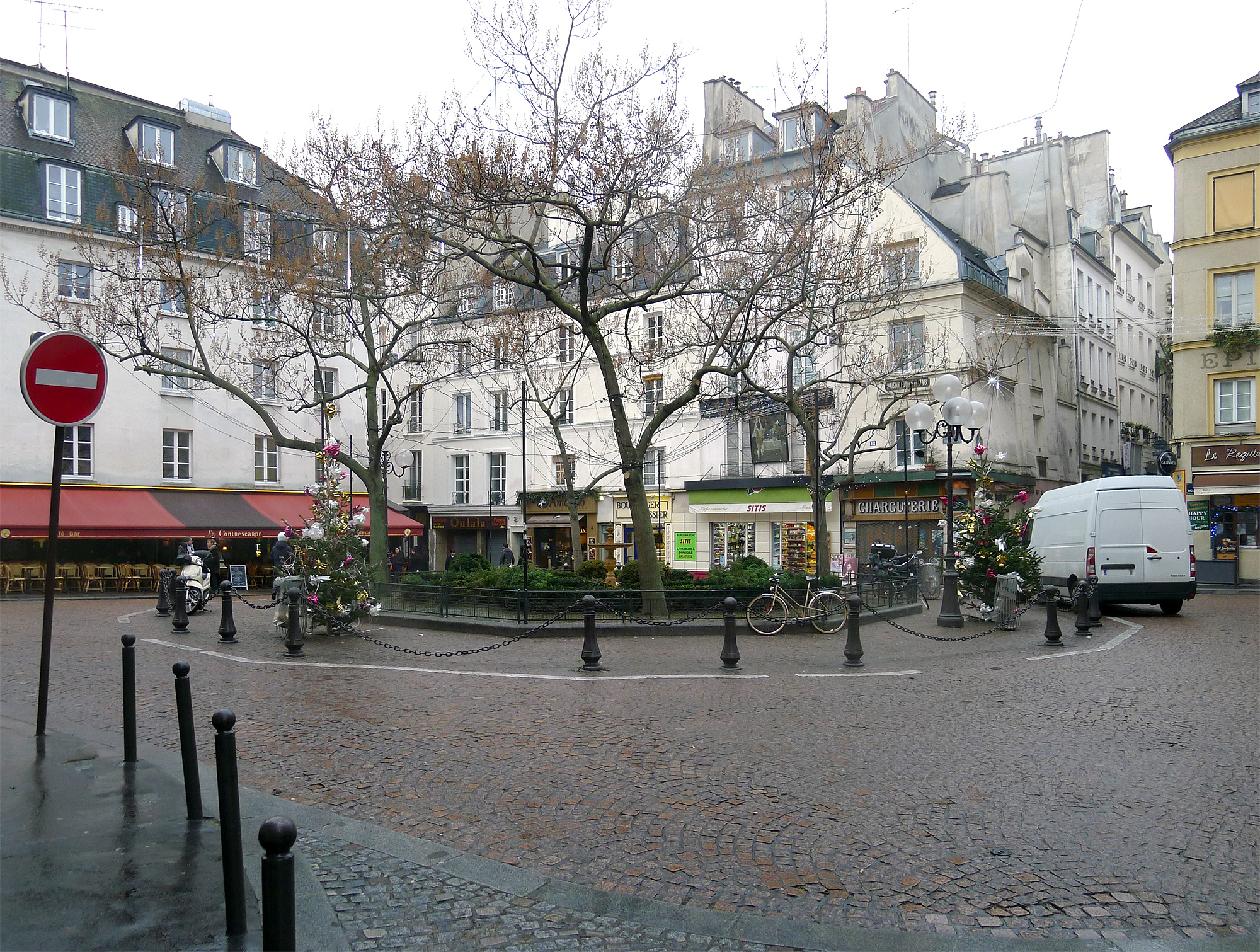
ساحة كونترسكارب حيث ضرب بنالا المتظاهرين

في 19 تموز / يوليو 2018، في اليوم التالي للكشف في جريدة لومند، فتح المدعي العام تحقيقاً أولياً تحت عنوان "عنف من قبل شخص مسؤول عن مهمة خدمة عامة"، "اغتصاب وظائف" و"سلب مهمات محفوظة للسلطات العامة". وبعد ذلك بوقت قصير، تم وضع ألكسندر بينالا في الحجز واتهامه، بالضبط "بالعنف في المظاهرات"، "التدخل في ممارسة وظيفة عامة من خلال القيام بأعمال محفوظة للسلطة العامة" و"اختلاس" الصور من نظام حماية الفيديو ". كما بدأ الإليزيه إجراء الفصل ضده. وفي نفس الوقت، تم إيقاف ثلاثة من ضباط الشرطة المشتبه بنقلهم بطريقة غير مشروعة لصور تلفزيونية مغلقة إلى ألكسندر بنالا، ثم وجهت إليهم لوائح اتهام.

## النظرة إلى السلطة التنفيذية
إن التشكيك في حقيقة العقوبات المثير للجدل للسلطة التنفيذية يضاعف الجدل الذي وصل إلى المستوى الدولي. وانتقدت أحزاب المعارضة وجزء كبير من وسائل الإعلام مكتب الرئيس لعدم الإبلاغ عن الوقائع إلى النيابة العامة في باريس، وتعجبوا من الامتيازات الممنوحة دون مبرر واضح لالكسندر بينالا. هذا الأخير لديه قدرة الوصول إلى مستوى عالٍ جداً في الجمعية الوطنية، وذكر انتهاك محتمل لمبدأ الفصل بين السلطات من قبل البرلمانيين للمعارضة. هذه القضية تسلط الضوء أيضا على الخلل على مستوى قصر الاليزيه، والذي اعترف به إيمانويل ماكرون في اجتماع في 22 تموز/ يوليو في قصر الإليزيه.

## نتائج القضية
وترى الأغلبية أن هذه القضية تخضع للتغطية المفرطة لوسائل الإعلام ولا يمكن وصفها بأنها شأن دولة. ومع ذلك، فإن مجلس الشيوخ والجمعية الوطنية عملوا على تشكيل لجنة تحقيق برلمانية في هذه المسألة، وتتضمن الجلسات العلنية لوزير الداخلية، جيرارد كولومب، ومفوض شرطة باريس، ميشال دلبوش، ومدير مديرية النظام العام والمرور، المفوض العام آلان جيبيلن. أدت هذه القضية أيضًا إلى تعليق المناقشات - التي أصبحت ساخنة للغاية - على مشروع قانون التعديل الدستوري.
كما أدت القضية إلى تقديم المعارضة لمذكرة حجب الثقة عن الحكومة.

## من هو ألكساند بنالا
ولد ألكساندر بنالا أو «ألكساندر بن علاء» في 8 أيلول / سبتمبر 1991 في مدينة إيفرو. أمضى طفولته في الضواحي المصنفة كحساسة. عائلته من المغرب. في عام 2006، عندما كان في سن الرابعة عشرة. تقدم بطلب للحصول على معسكر للمراقبة لمدة ثلاثة أيام في دائرة حماية الشخصيات المهمة. أكمل دراسته الثانوية في مدرسة أوغستين فريسنل الثانوية في بيرناي (أور)، حيث كان متدرباَ. لعب الركبي في فريق UNSS . في عام 2009، التحق بكلية القانون في جامعة روان نورماندي وحصل على الشهادة في عام 2013. وفي نفس العام، التحق بدرجة الماجستير في الإدارة، وتخصص في «السلامة العامة».
في عام 2010، بدأ التدريب تحت قيادة قائد الفصيل سيباستيان لوكورنو، الذي أصبح فيما بعد وزيراً للدولة لوزير التحول الإيكولوجي والتضامن في حكومة إدوارد فيليب، ويقع المعهد الوطني للدراسات العليا للأمن والعدل داخل أسوار المدرسة العسكرية في باريس.
تدرب على الأمن السياسي بإدارة إريك بلومر، المدير الوطني لحزب خدمة الحزب الاشتراكي، وأصبح عضواً في عام 2010 في حركة الشباب الاشتراكي، ثم عمل من عام 2011 لصالح خدمة الحزب، حتى لو كان لديه مسؤوليات صغيرة جداً، وخلافا لما سيظهر لاحقاً. لم يكن لأليكساندر بينالا في الواقع أي أثر على سلامة مارتين أوبري أثناء انتخابات عام 2011، ولا على المرشح فرانسوا هولاند أثناء الانتخابات الرئاسية لعام 2012، لكنه كان بالفعل سائق أرنو مونتبورج، وزير الانتعاش. ويقول الأخير أنه فصله بعد أن تسبب في حادث سيارة في حضوره وأراد الهروب.
من عام 2013 إلى عام 2015، كان ألكسندر بينالا على اتصال مع المحامي كريم عشوي، الذي أنشأ لتوه جمعية الدفاع القضائي عن المسلمين، دون أن يصبح "حارس شخصي". سعى في عام 2013 وفي عام 2016 وأيضاً في عام 2017، في وقت الانتخابات الرئاسية، إلى الحصول على رخصة لحمل سلاح من وزارة الداخلية، التي رفضت في كل مرة لأنه "لم يستوف الشروط المطلوب: التعرض لمخاطر استثنائية من الأذى لحياة المرء. لكنه سيحصل على رخصة لحمل أسلحة مقر الشرطة في 13 تشرين الأول / أكتوبر 2017، بمجرد توليه منصبه في الاليزيه.
في آذار / مارس 2015، شارك ألكسندر بينالا في دورة تدريبية للمعهد الوطني للدراسات العليا للأمن والعدل في " شابة إقليمية. وفي يوليو / تموز 2016، أصبح "مستشارًا للشباب والضواحي" مع جان مارك مورمك، المندوب المشترك بين الوزارات لتكافؤ الفرص في ما وراء البحار الفرنسية.
اقترب ألكسندر بنالا من إيمانويل ماكرون، الذي بدأ في ملاحظة سلوكياته العنيفة وإرادته في أن يكونوا أكثر تدرجًا نحو الأعلى مما هو عليه: وفي تشرين الثاني / نوفمبر 2016، هدد مدير غرفة استأجرها حزب الجمهورية إلى الأمام بجعله يعتقد أنه مسلح، لأن الرجل رفض دخول بنالا المبنى لأنه ليس لديه أي موقع رسمي داخل الحزب السياسي.
في 5 كانون الثاني / ديسمبر 2016، بعد ثلاثة أسابيع من إعلان ترشيح إيمانويل ماكرون في الانتخابات الرئاسية الفرنسية 2017، تم تعيينه كمدير للأمن في حزب الجمهورية إلى الأمام لإضفاء صبغة رسمية على وضعه وهو مسؤول بشكل خاص عن حماية المرشح خلال الاجتماعات ورحلات الحملة الأخرى.
بعد فوز الأخير انضم إلى الإليزيه كمسؤول عن المهمة في الحكومة الرئاسية برئاسة المحافظ باتريك سترزودا، وأصبح واحدا من عشرة نواب لرئيس الأركان فرانسوا كزافييه لاوخ، حيث يلعب دور التنسيق بين مختلف الإدارات المسؤولة عن أمن الرئيس. في الإليزيه، يحيط نفسه بمجموعة من الجنود، الملقب بـ «فرقة ألكسندر»، بما في ذلك كريستيان جويدون، بيير إيف باراتييه وفينسينت كراس. بناء على طلب من الرئيس، يتحمل مسؤولية الأمن الخاص للرئيس.
في عام 2017، تم طرده بناء على طلبه من الاحتياطي التشغيلي ليعاد إلى منصبه، برتبة مقدم، على سبيل المثال